# Dumbrăveni, Gorj
Dumbrăveni este un sat în comuna Crasna din județul Gorj, Oltenia, România. Se află în partea de nord-est a județului, în ulucul depresionar subcarpatic.

## Vezi și
- Biserica de lemn Adormirea Maicii Domnului din Dumbrăveni, Gorj
- Biserica de lemn Sfântul Gheorghe din Dumbrăveni, Gorj

## Galerie de imagini

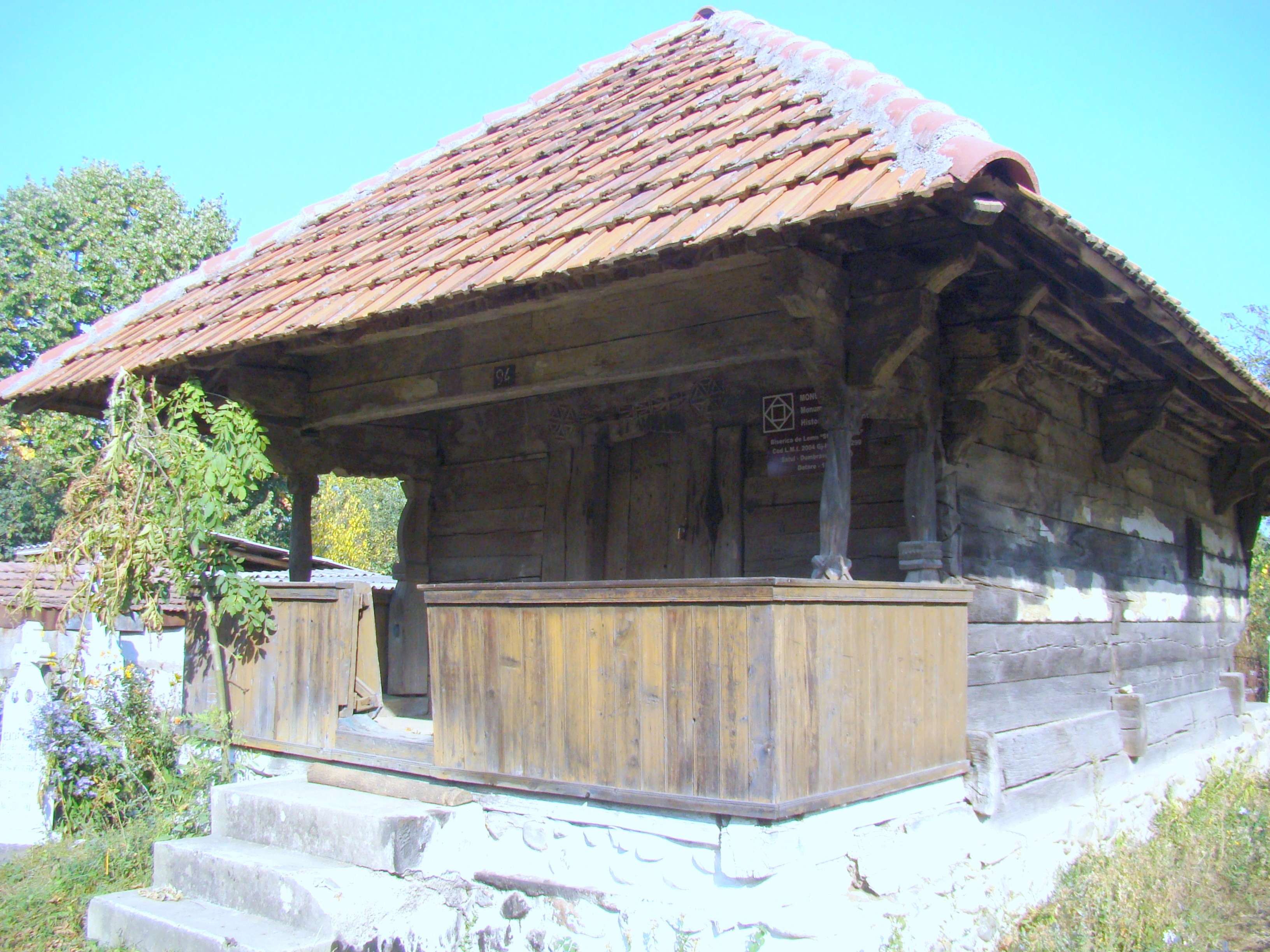
Biserica de lemn